# Tephrocactus articulatus
Tephrocactus articulatus (Pfeiff.) Backeb. es una especie de cactus (familia Cactaceae). Algunos autores la consideran un sinónimo de Opuntia articulata.

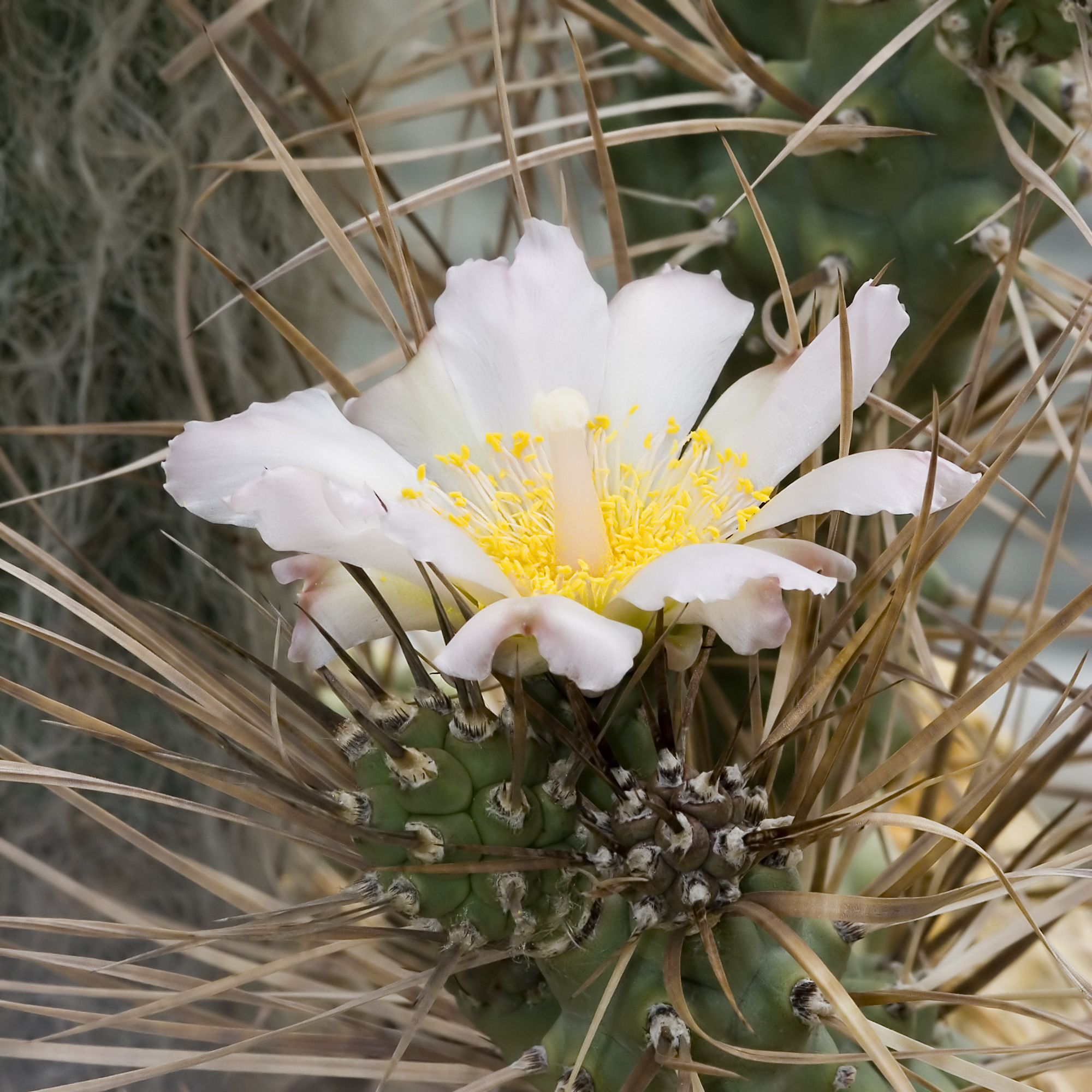
Detalle de la flor

## Descripción
Tephrocactus articulatus crece erguida, ramificada libremente y alcanza un tamaño de 30 a 60 centímetros (raramente hasta 120 centímetros). Los tallos cilíndricos o en forma de mazas sustancialmente esféricas o segmentos cortos que miden hasta 10 centímetros de largo (o más) y tienen un diámetro de 5.3 centímetros.  Contienen por segmento de 3 a 40 areolas  que se distribuyen de manera uniforme. Tiene espinas en todas las areolas, o sólo en aquellas del segmento medio superior. También puede faltarles. Los  gloquidios son de color rojo-púrpura a algo negro y están profundamente hundidos en los segmentos. Son muy numerosos, sobre todo en las areolas inferiores. Contiene 1-4 (raramente) 8 espinas flexibles, que también pueden faltar y están aplanadas y, a veces, como papel. Miden hasta 10 cm (raramente 15 cm) de largo y 4 mm (raramente hasta 12 mm) de ancho.
Las flores son de color blanco o ligeramente rosadas de 4.5 cm de largo y puede alcanzar un diámetro 8.3 cm. Su pericarpio se cubre con areolas, sin embargo, no tiene espinas. El fruto es esférico a cónico y son de 3 cm de largo. Son delgados, secos y por lo general no llevan espinas.

## Distribución
Es endémica de Argentina en Córdoba, Mendoza, Salta, San Luis, Santiago del Estero . 

## Taxonomía
Tephrocactus articulatus fue descrita por (Pfeiff.) Backeb. y publicado en Cactus (Paris) 38: 249. 1953.
Etimología
Tephrocactus: nombre genérico que deriva de las palabras griegas: tephra, "ceniza", refiriéndose al color de la planta) y cactus por la familia.
articulatus: epíteto latíno que significa "articulado"

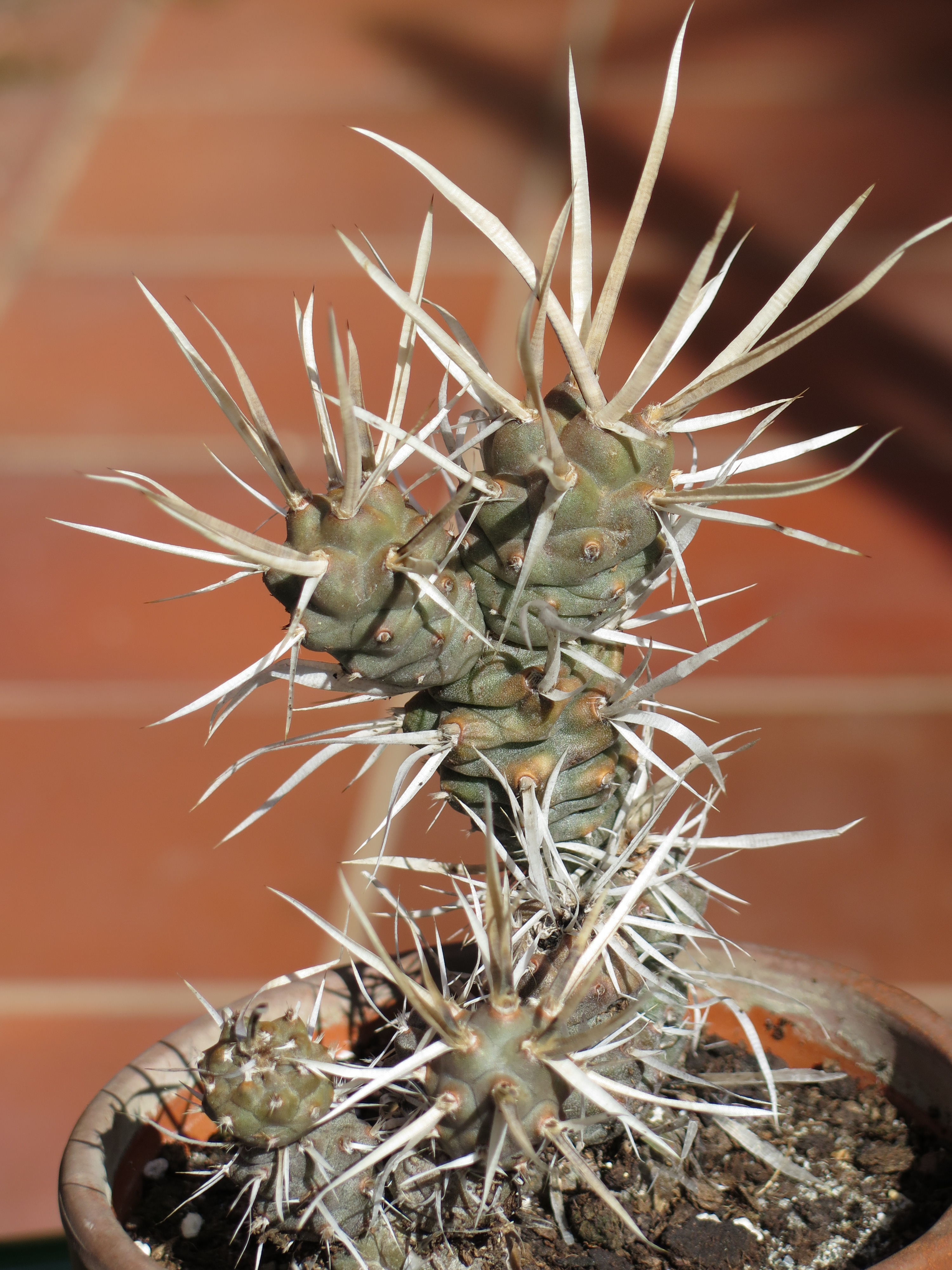
Tephrocactus articulatus

Sinonimia
- Cereus articulatus
- Opuntia articulata
- Opuntia andicola
- Tephrocactus andicolus
- Opuntia diademata
- Tephrocactus diadematus
- Opuntia turpinii
- Tephrocactus turpinii
- Opuntia papyracantha
- Opuntia glomerata
- Tephrocactus glomeratus
- Opuntia strobiliformis
- Tephrocactus strobiliformis